# Romain Bellenger
Pour les articles homonymes, voir Bellenger.

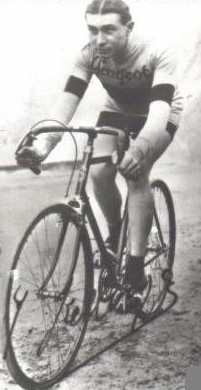
Romain Bellenger

Romain Bellenger, né le 18 janvier 1894 à Paris et mort le 25 novembre 1981 à Cahors, est un coureur cycliste français.

## Biographie
- Cycliste professionnel de 1919 à 1929 (25 victoires).
- Directeur sportif de l'équipe France-Sport-Wolber en 1936[1],

## Palmarès
- 1913
  - Paris-Montargis
- 1914
  - Paris-Gaillon
- 1919
  - Circuit de Paris
  - 3e et 5e étapes du Circuit de Provence
- 1920

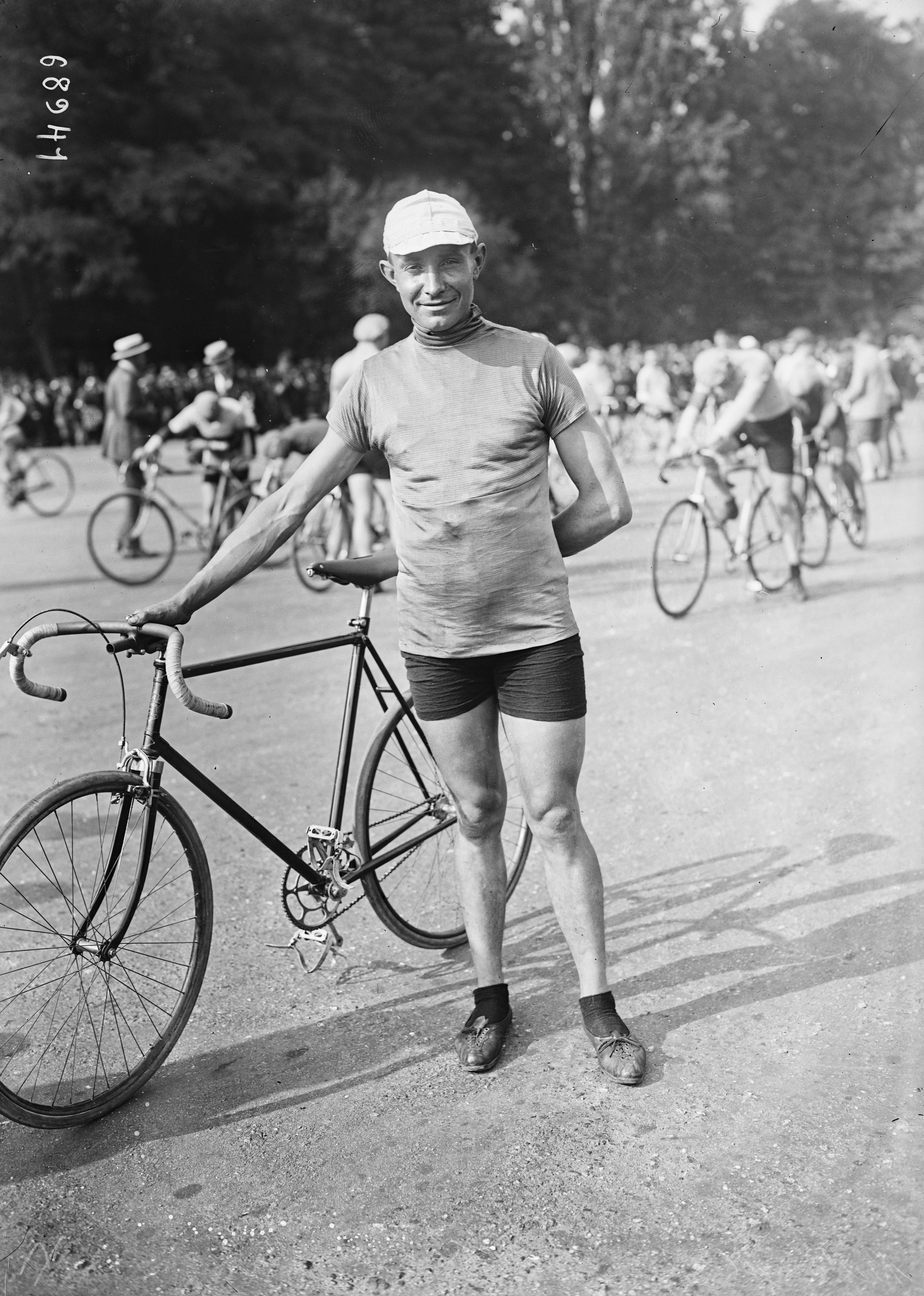
Romain Bellenger en 1921.

  - 1re étape du Grand Prix de la Creuse
  - Paris-Nancy
  - Paris-Dunkerque
  - Critérium des Aiglons :
    - Classement général
    - 1re et 2e étapes

  - Circuit des villes d'eaux d'Auvergne
  - 2e de Paris-Metz
  - 3e du Grand Prix de la Creuse
  - 3e d'À Travers les Champs de Bataille
  - 3e du Circuit du Morvan
  - 7e de Paris-Tours
- 1921
  - Circuit de la Creuse
  - 1re étape de Paris-Saint-Étienne
  - 2e étape du Tour de France
  - Circuit de Paris
  - 2e de Paris-Soissons
  - 3e du championnat de France sur route
  - 5e de Paris-Roubaix
- 1922
  - 2e étape du Tour de France
  - 3e du Critérium des As
- 1923
  - Circuit du Languedoc :
    - Classement général
    - 2e et 3e étapes

  - 13e étape du Tour de France
  - Tour du Vaucluse
  - 2e du Critérium des As
  - 2e du championnat de France sur route
  - 3e du Tour de France
  - 7e de Paris-Tours
- 1924
  - 2e et 14e étapes du Tour de France
  - 8e de Paris-Roubaix
  - 8e du Tour de France
- 1925
  - 2e étape du Tour de France
  - Tour de la province de Milan (avec Achille Souchard)
  - 3e du Critérium des As
  - 3e du championnat de France sur route
- 1926
  - 8e de Milan-San Remo
- 1927
  - Paris-Lille
  - 2e de Paris-Nantes
  - 3e de Bruxelles-Paris
  - 6e de Paris-Roubaix
- 1928
  - Paris-Lille
  - Paris-Châteauroux
  - 2e de Paris-Longwy
  - 3e du Circuit de l'Allier

## Résultats sur le Tour de France
8 participations
- 1920 : non-partant (7e étape)
- 1921 : abandon (7e étape), vainqueur de la 2e étape
- 1922 : abandon (6e étape), vainqueur de la 2e étape
- 1923 : 3e, vainqueur de la 3e étape,  porteur du maillot jaune pendant 2 jours
- 1924 : 8e, vainqueur des 2e et 14e étapes
- 1925 : 11e, vainqueur de la 2e étape
- 1926 : non-partant (14e étape)
- 1929 : abandon (15e étape)